# Enrique Carbó
Enrique Carbó é uma junta de governo da província de Entre Ríos, na Argentina.